# Le Journal du mardi

Le Journal du mardi était un journal hebdomadaire belge progressiste de gauche édité entre 1999 et 2008. 

## Historique
En 1999, Laurent Arnauts fonde avec le journaliste d'investigation Michel Bouffioux un nouveau titre de presse écrite, Le Journal du samedi, qui changera plus tard de titre. Lancé avec un capital de départ très modeste et sans promotion, l'hebdomadaire se stabilise aux environs de 10 à 15 000 ventes pour une population de 4,5 millions d'habitants francophones. 
En 2000, Laurent Arnauts met entre parenthèses sa profession d'avocat pour se consacrer entièrement à son activité journalistique et à la direction de l'hebdomadaire. Se voulant critique et de débat, Le Journal du mardi est à plusieurs reprises menacé de disparition en raison de la faiblesse de ses recettes de vente et publicitaires et des obstacles qui lui avaient été opposés pour l'obtention de l'aide publique à la presse.
Il a été l'un des 3 titres de presse de dimension nationale, avec Pan et Père Ubu qui soit indépendant des recettes publicitaires, mais, contrairement aux 2 autres, dépendant des subsides officiels. Seul le troisième existe encore.
Il entretient une collaboration régulière avec des médias semblables, Marianne en France et Tel Quel au Maroc, et est repris dans Courrier international.
Le Journal du Mardi est en difficultés financières depuis 2007, sa parution étant régulièrement perturbée, mais le magazine perdure tout en étant passé d'une parution hebdomadaire à mensuelle. Sa publication a cessé en avril 2008.

## Collaborateurs réguliers
- Laurent Arnauts, avocat et journaliste, directeur et fondateur du magazine
- Claude Demelenne, journaliste, rédacteur en chef, ancien employé de l'appareil du Parti socialiste belge, ultérieurement fonctionnaire à la société du Port de Bruxelles et chroniqueur à l'hebdo satirique marqué à droite Père Ubu[4]
- Manuel Abramowicz, coordinateur de RésistanceS, la revue de l'Observatoire belge de l'extrême droite.
- Noël Godin, chroniqueur et cinéaste, connu comme étant "Entarteur".
- Malika Es-Saidi, journaliste et réalisatrice.
- Nicolas Stern, journaliste.
- Miroslav Dragan, chroniqueur.
- Olivier Mukuna, journaliste.
- Jacques Sondron, dessinateur de presse.